# Luca Barla

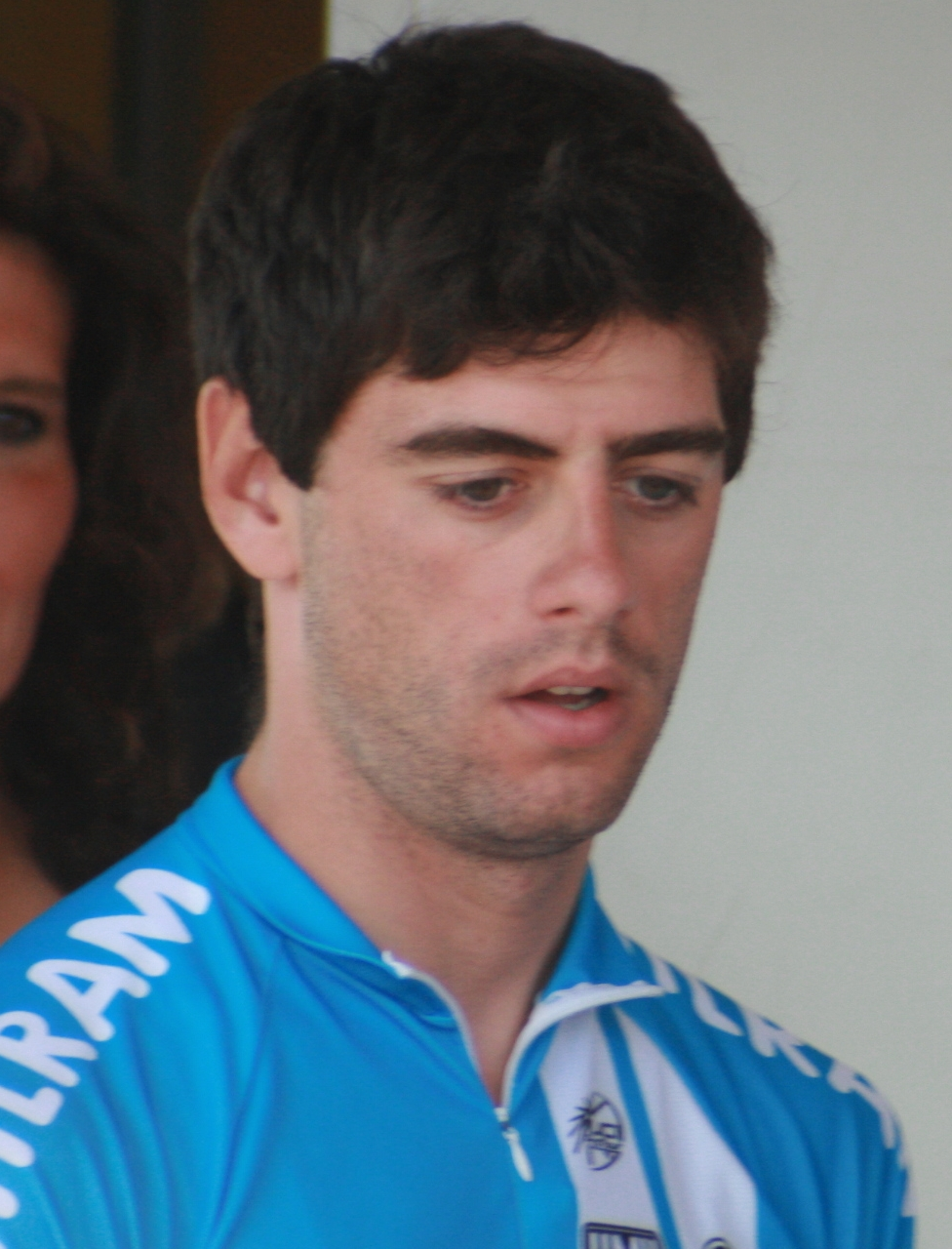
Luca Barla (2008)

Luca Barla (* 29. September 1987) ist ein ehemaliger italienischer Radrennfahrer.
Barla wurde 2005 italienischer Meister im Straßenrennen der Juniorenklasse. Bei den Weltmeisterschaften 2006 in Salzburg belegte er im Einzelzeitfahren der U23 den 32. Platz. Beim Giro d’Abruzzo 2007 wurde er Vierter.
Zum Saisonende 2007 fuhr Barla als Stagiaire für das deutsch-italienische ProTeam Milram als Stagiaire und bekam dort einen regulären Vertrag für die beiden nächsten Jahre. Für diese Mannschaft bestritt er den Giro d’Italia 2009, den er als 141. beendete.
Nach drei Jahren bei kleineren Teams beendete Barla am Ende der Saison 2012 seine Laufbahn als Aktiver.

## Erfolge
2005
- Italienischer Meister - Straßenrennen (Junioren)

## Teams
- 2007 Team Milram (Stagiaire).
- 2008–2009 Team Milram
- 2010 CDC-Cavaliere
- 2011 Androni Giocattoli-C.I.P.I
- 2012 Team Idea